# Liste des inventions et découvertes suisses
La liste suivante est composée d'objets, de techniques et de procédés qui ont été inventés ou découverts par des personnes originaires de Suisse.

## Astronomie
- 51 Pegasi b : première exoplanète en orbite autour d'une étoile de type solaire découverte par Didier Queloz et Michel Mayor en 1995, lauréats du prix Nobel de physique en 2019[1];
- Première estimation du « rayonnement des étoiles » dans son article de 1896 « La Température de L'Espace » par Charles Édouard Guillaume.

## Biologie
- Acide nucléique et acide désoxyribonucléique par Friedrich Miescher en 1868;
- Enzyme de restriction par Werner Arber[2];
- Recherche sur le système immunitaire par Rolf M. Zinkernagel.

## Chimie
- Laudanum :  teinture alcoolique d'opium très addictive par Paracelse au XVIe siècle[3];
- Feuille d'aluminium : développé par Robert Victor Neher. Brevet déposé le 27 octobre 1910[4];
- Cellophane : inventé par Jacques E. Brandenberger en 1908[5];
- Dichlorodiphényltrichloroéthane : propriétés d'insecticide découvertes par Paul Hermann Müller en 1939[6];